# باشگاه روهامپتون
باشگاه روهامپتون (انگلیسی: Roehampton Club) یک باشگاه ورزشی منحصر به فرد خصوصی در روهامپتون در جنوب غربی لندن، انگلستان است. این مجموعه ورزشی در ۱۰۰ هکتار (۴۰۰۰۰۰ مترمربع) زمین پارک، نزدیک ریچموند پارک قرار دارد. این مجموعه ورزشی در سال ۱۹۰۱ تأسیس شد و شامل یک زمین گلف با ۱۸ سوراخ، ۲۸ زمین تنیس، ۵ زمین اسکواش، ۴ زمین کروکت و استخر شنا روباز و سرپوشیده می‌باشد.